# Jorge Bermúdez Emparanza
Jorge Bermúdez Emparanza (Bahía Blanca, Provincia de Buenos Aires, 1912 - Ciudad de Bahía Blanca, 1996) fue un abogado y político argentino.

## Biografía
Nació en Bahía Blanca, provincia de Buenos Aires, el 9 de junio de 1912, y sus padres fueron Manuel Bermúdez y Aurora Emparanza.
Estudió en la Facultad de Derecho y Ciencias Sociales de la Universidad Nacional de La Plata, graduándose en 1933. Se dedicó a la abogacía, hasta ser nombrado secretario de gobierno y hacienda en la municipalidad de Bahía Blanca, cargo que desempeñó entre 1944 y 1945, siendo comisionado Pedro Cattaneo.

## Trayectoria política
Su carrera política comenzó siendo dirigente de la UCRI, y en 1958, fue elegido diputado por la provincia de Buenos Aires. Dos años más tarde, deja ese cargo y pasa a ser ministro de gobierno de la provincia de Córdoba, nombrado por el interventor Juan Francisco de Larrechea y asumiendo el 15 de junio de 1960. Al año siguiente, Larrechea presentó su renuncia, y Bermúdez Emparanza fue designado como interventor. Se hizo cargo del gobierno de Córdoba el 20 de marzo de 1961 y nombró al Dr. Mario Atencio como ministro de gobierno (quien asumió el mismo día 20 de marzo), al Cdor. José Francisco Calvo, de hacienda (quien lo hizo el 4 de abril), y al Ing. Horacio Molina, de obras públicas (quien asumió el 26 de abril). Presidió los actos por la visita del presidente de Italia, Giovanni Gronchi, en el mes de abril.
Poco después de las elecciones de marzo de 1962, Bermúdez Emparanza delegó el poder en el ministro de gobierno. Fue integrante del consejo económico de la provincia de Buenos Aires y se desempeñó como interventor de esa provincia, entre el 20 de marzo y el 12 de abril de 1962. Posteriormente, fue secretario de energía y combustibles del ministerio de economía de la Nación, estando a cargo de las negociaciones por los contratos petroleros con empresas estadounidenses, las que causaron su dimisión luego de ser anulados, el 17 de noviembre de 1963. Bermúdez Emparanza consideró que dicha medida afectaba el prestigio de la Argentina en el extranjero y que generaba desconfianza en el resto del mundo. Estos contratos, generaon varias manifestaciones y huelgas, como los de los obreros petroleros, en septiembre del año 1958 los gremios de trabajadores petroleros declararon una huelga general, en repudio a los contratos petroleros. El presidente decretó el estado de sitio, poniendo presos a peronistas y comunistas, muchos miembros de la oposición (inclusive algunos legisladores dentro de la UCRI), se opusieron a los contratos petroleros acusándolos de "entreguistas". Por ello renunció el vicepresidente Alejandro Gómez. el desarrollo económico del país por un tiempo prolongado.
Luego, fue nombrado director del periódico “La Nueva Provincia” de Bahía Blanca, y de la radio LU2, de la misma ciudad.
Fue presidente del Banco de la Nación Argentina entre el 23 de abril de 1971 y el 25 de julio del año siguiente, fecha en que es nombrado presidente del Banco Central de la República Argentina. Dejó ese puesto en 1974.
Falleció en Bahía Blanca, el 15 de agosto de 1996. Estaba casado con María Magdalena Inés Olaciregui.